# Жульєн Дюпре
Жульєн Дюпре (фр. Julien Dupré 19 березня 1851, Париж — 3 квітня 1910, Париж) — французький художник, реаліст, розробляв сільську тематику та анімалістичний жанр.

## Життєпис
Народився в Парижі. Син Полін Бульє та ювеліра Жана Дюпре. Юнаком почав працювати в крамниці мережива, а надалі планував працювати у бізнес-справі батька.

## Зміна планів
Плани молодика родини змінила франко-прусська війна (1870—1871). Війну розпочали політики Франції, але перемогу вибороли пруссаки. Париж був у облозі і 1871 року родина Дюпре зачинила крамницю через припинення продажів. У молодика вивільнився час і він почав відвідувати вечірні уроки у паризькій Школі декоративних мистецтв. Його вчителі у школі Ісідор Пілз (1813—1875) та Анрі Леманн (1814—1882).
Навчання продовжив в Пікардії в майстерні художника-натураліста Дезіре Франсуа Дюже (1823—1896). Пізніше він узяв шлюб з донькою майстра. Згодом зацікавився реалізмом і сільською тематикою.

## Чиновник від мистецтва
До мистецтва Жульєн Дюпре ставився як до чиновницької кар'єри: ця художня галузь у Франції давно сформувалась як чергова чиновницька галузь з власним департаментом (академія мистецтв), полем діяльності (виставки в Паризькому Салоні) і державними нагородами, якщо художник демонстрував відданість до політичного режиму і ретельно обслуговував або політиків, або черговий політичний режим. Жульєн Дюпре стає черговим чиновником від живопису, постійно, практично до власної смерті виставляє картини в Паризькому Салоні, не хапає зірок з неба й не шукає нових шляхів у живописі, роками чекає державних нагород.
Його мало зачіпали політичні новини і бурхливе соціальне життя країни у другій половині XIX ст. Він добре ставився до творчості Франсуа Мілле та Жуля Бретона, але бере від них лише поверхневість сюжетів і пише їх фахово, але з холодним серцем стороннього і чужого до селян спостерігача. З картини в картину у нього переходила одна й та ж молоденька модель-селянка у синьому фартусі. Раз від разу він заміняв хіба що її позу та колір хустки на голові. Жульєн Дюпре практично художник однієї теми (сільські літні теми-сюжети), котру експлуатував роками. В житті покинутих богом і політиками Франції селян Жульєн Дюпре не побачив (чи не захотів бачити) ні гіркоти стану, ні драм, ні безперспективності, як то було в творах Франсуа Мілле, Джованні Сегантіні, у картинах Вінсента ван Гога.
Він отримав орден Почесного легіону у 1892 році.
Помер у Парижі 1910 року.

## Перелік вибраних творів
- « Дві вівці»
- "Годівля курей "
- « Селянка з двома коровами»
- « Корова», приватна збірка
- "Несуть снопи з поля "
- « Селянка пасе гесок»
- « Корови біля діжі з водою»
- « Корови і вівці»
- « Доярки»
- « Повернення стада»
- «Селянка з вівцями»
- « Селяни ворошать сіно»
- « Уперта корова»
- « Сінокіс», приватн. збірка

« Уперта корова»

- «Повернення додому», 1895, Художній музей Хантінгтон

## Галерея вибраних творів

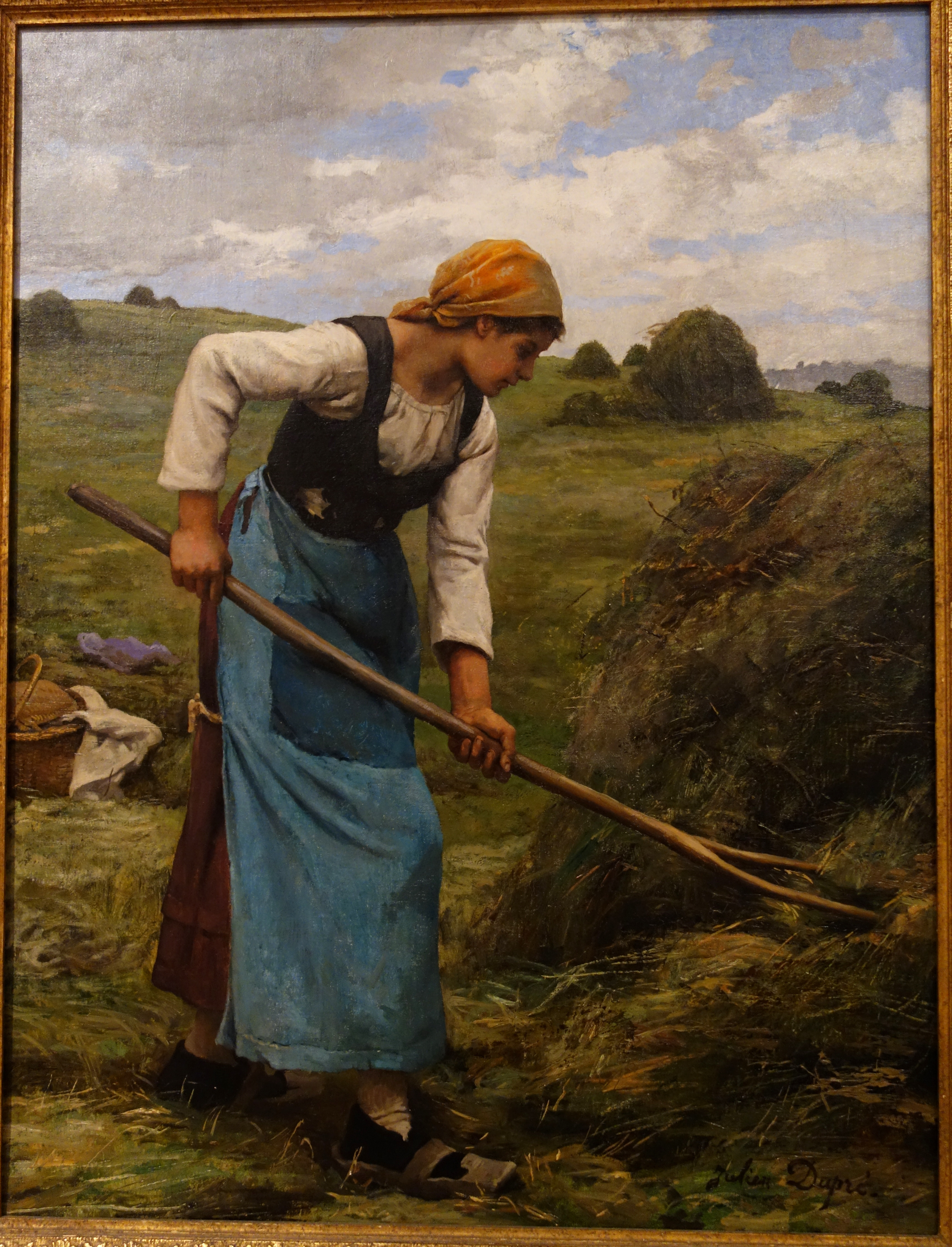
«На сінокосі», 1881, Художній музей Гантінгтон

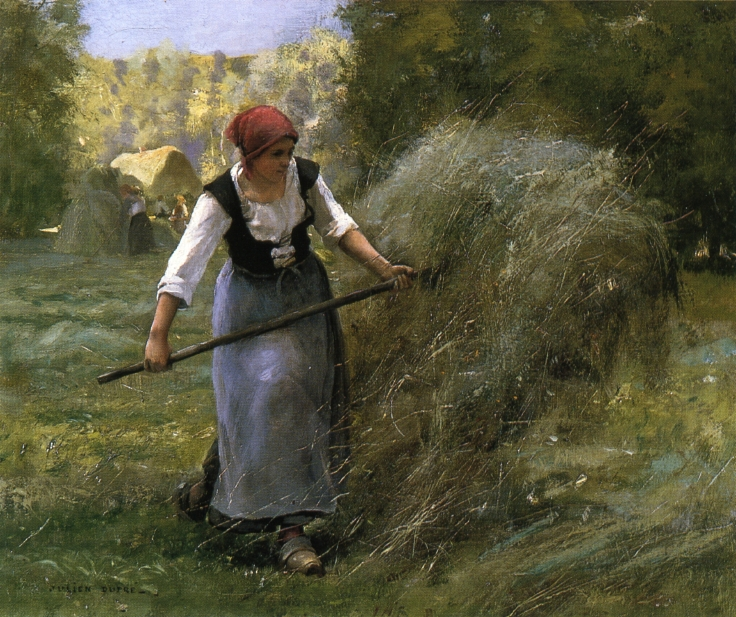
«Сінокіс», приватна збірка
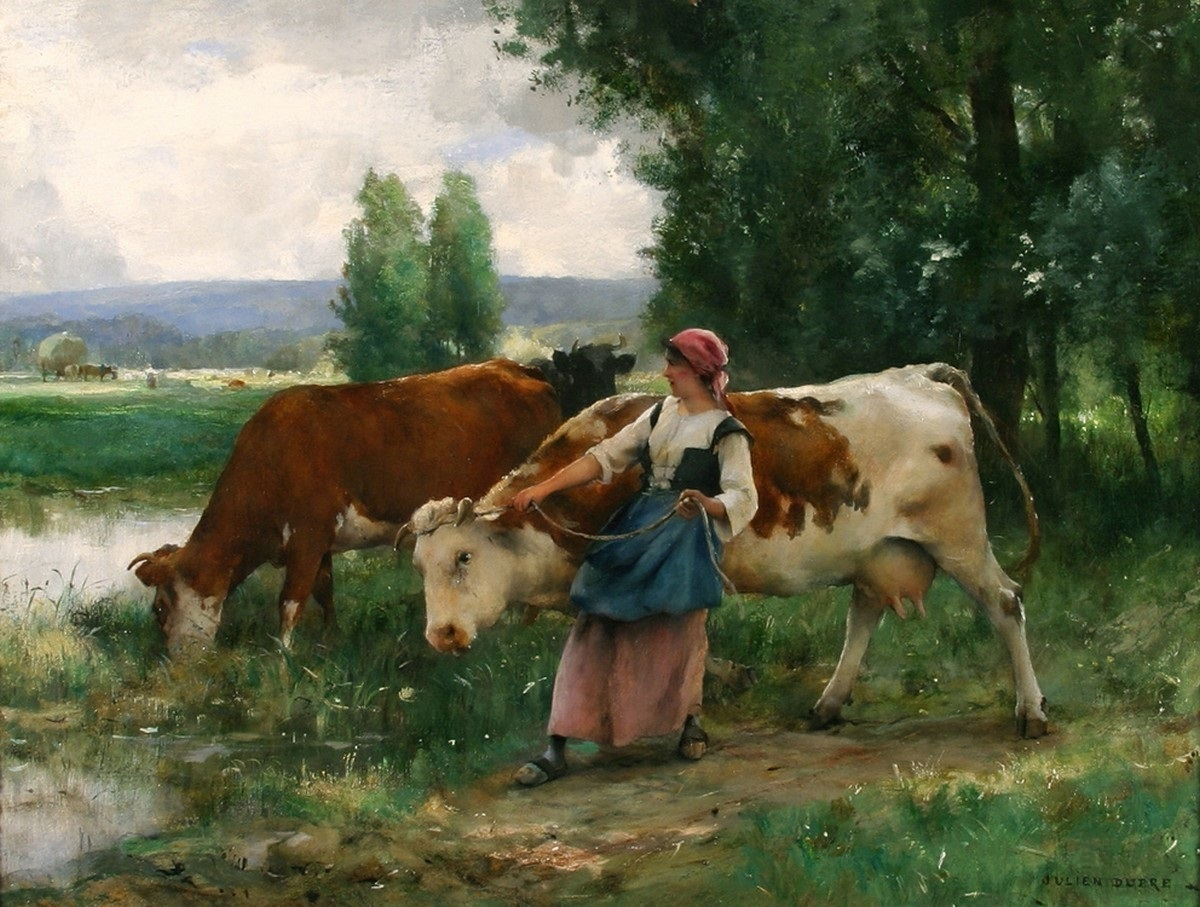
«Селянка з двома коровами», приватна збірка
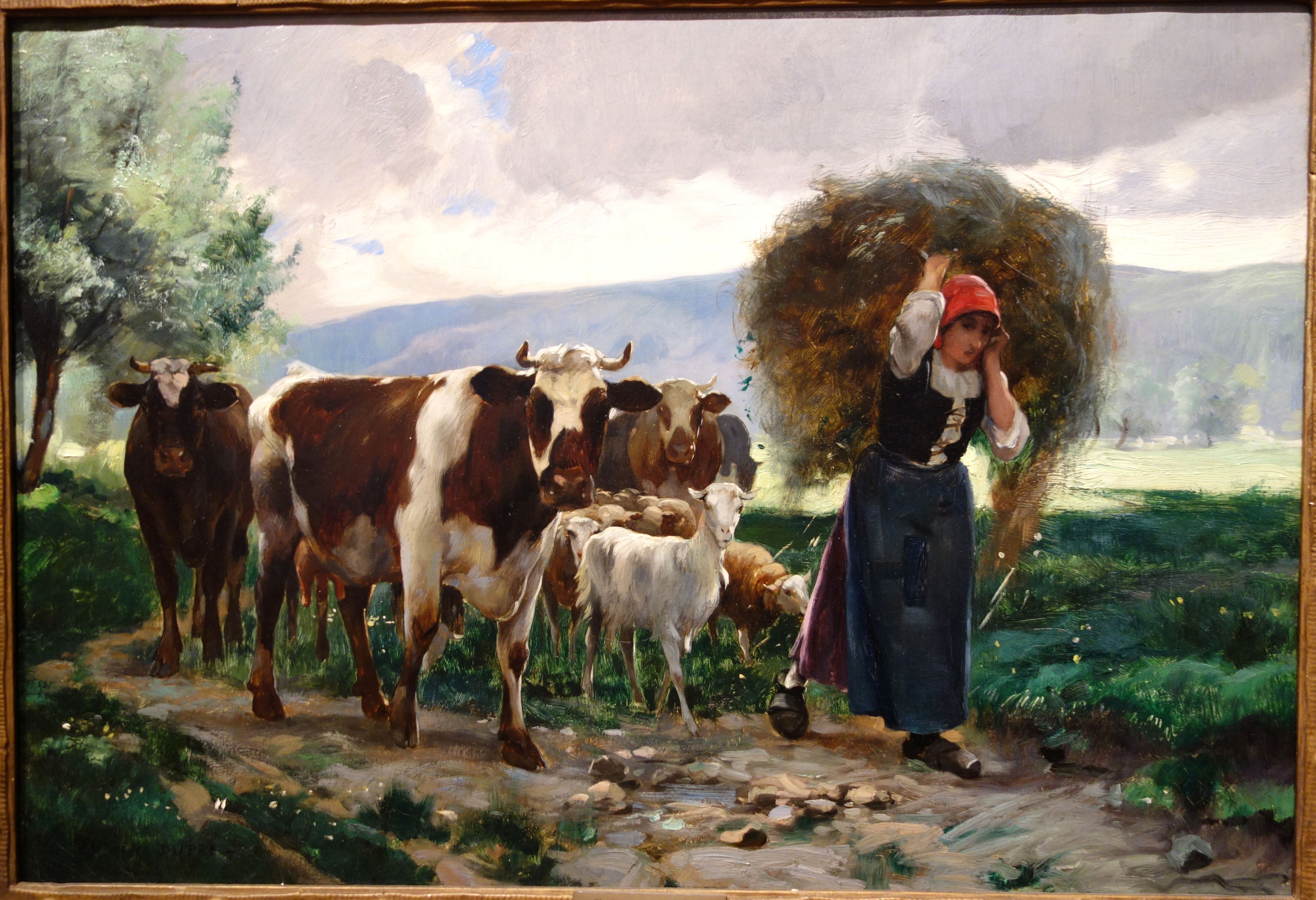
«Повернення додому», 1895, Художній музей Гантінгтон
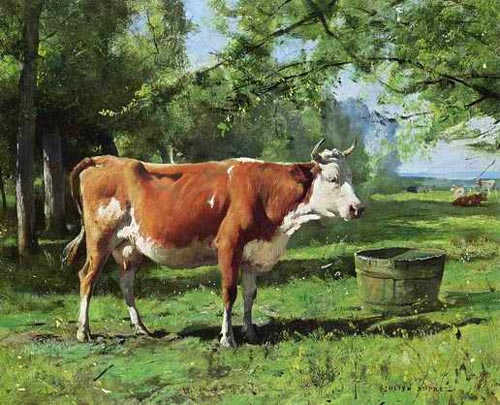
«Корова», приватна збірка
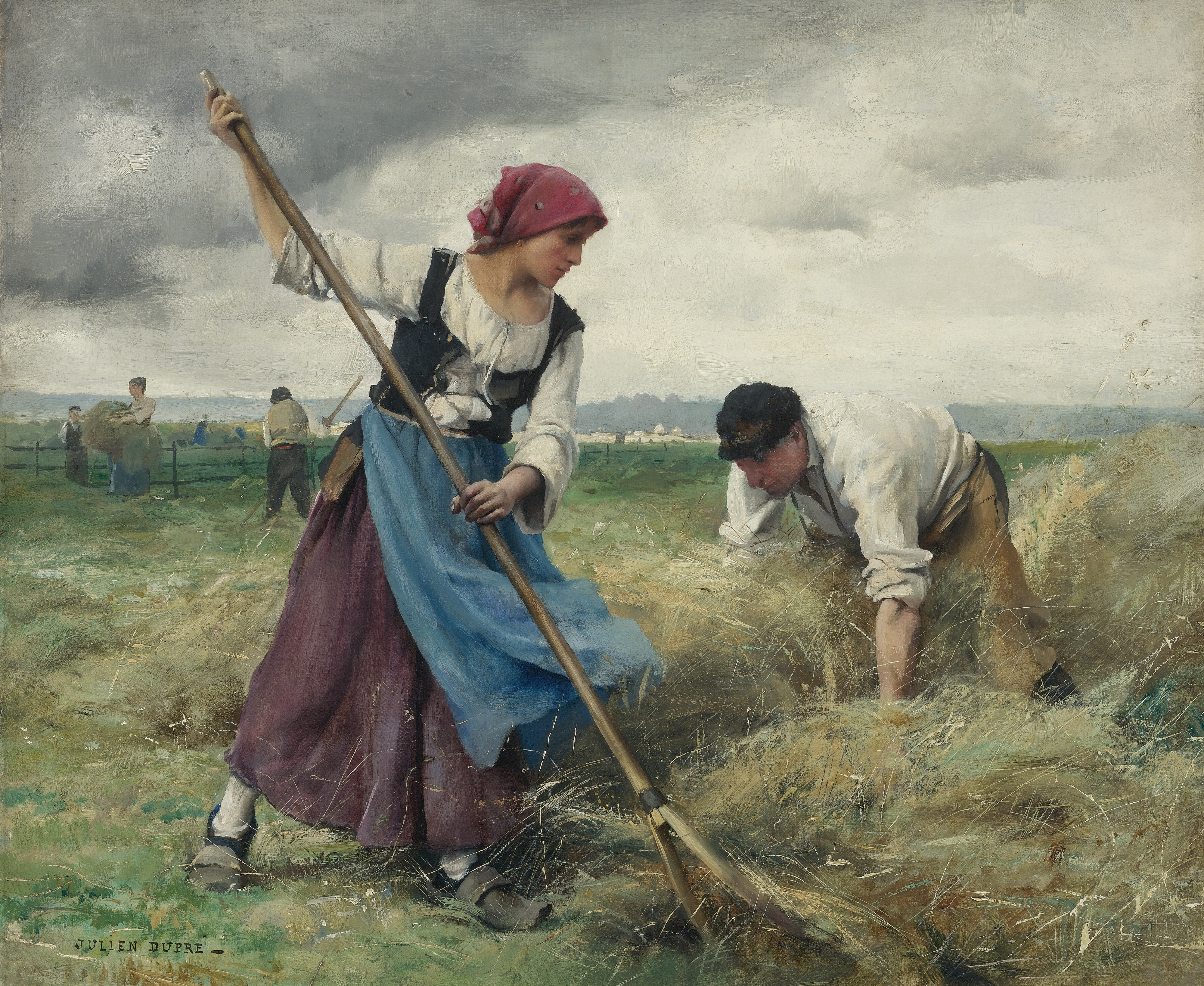
«Селяни ворушать сіно», приватна збірка